# Excellence Century Plaza
Excellence Century Plaza es un complejo de edificios de uso mixto situado en Shenzhen, Cantón, China. Está compuesto por cuatro torres y un podio comercial. La Torre 1 tiene 280 metros y 61 plantas; la Torre 2, 250 metros y 57 plantas; la Torre 3, 185 metros y 45 plantas; y la Torre 4, 156 metros y 37 plantas. Las torres 1 y 3 contienen oficinas, y la torre 4 un hotel. La torre 2 alberga oficinas y un hotel. 
El complejo fue diseñado por Leo A Daly, firma de arquitectura estadounidense que ganó el concurso de diseño, en colaboración con China Construction Design International. Las dos torres principales tienen forma cuadrangular con grandes zig-zags en sus fachadas. Las aristas de estos zig-zags se iluminan por la noche de diversos colores.